# 北宁公园
北宁公园，亦称宁园，其前身是光绪三十二年（1906年）由中国近代知名的实业家、时任直隶工艺总局总办周学熙所选址修建的大清官立种植园，地址位于当时天津市河北新区天津总站（今天津北站）以东，后经北宁铁路局扩建后，取三国时期蜀国名臣诸葛亮语“非宁静无以致远”之意，更名宁园，并树立纪念碑由时任北宁铁路局局长高纪毅撰并书以示纪念。2012年，根据天津市星级公园评定标准，北宁公园被评为五星级公园。2020年5月，被天津市人民政府公布为天津市文物保护单位。

## 历史

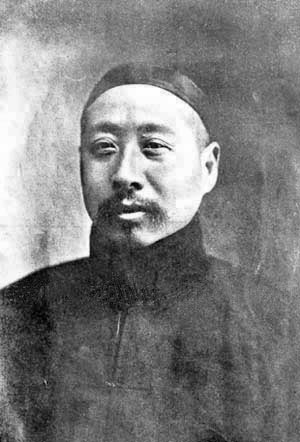
最初创办宁园前身“大清官立种植园”的周学熙

### 种植园
庚子国变后，袁世凯任直隶总督在天津推行新政并规划筹建天津新城区——河北新区。光绪三十二年（1906年），直隶工艺总局总办周学熙创办的大清官立种植园（初名鉴水轩），地址位于河北新区天津总站（今天津北站）东面。建设的目的是培育纺织造纸工业原料，并种植花草，养殖禽兽，促进天津农业发展的田园游赏园。1914年更名直隶农事第一试验场，农艺研究会和北洋气象观测站皆设在园内。

### 宁园
民国十九年（1930年），时任北宁铁路局局长高纪毅利用开滦煤矿50万元罚款，在种植园的基础上建设公园，将毗邻的河北第一博物院和天津总站的空地划入公园，使之总面积由原来的200亩扩至400亩（合57.87公顷），水面约占三分之一。同时，高纪毅指派精通园艺的北宁铁路局总务处长徐济负责公园的规划。徐济参考北平中央公园等布局，使宁园各处有长廊曲水、广厦园亭，形成背山面水清雅幽胜的格局。公园建成后，高纪毅援取诸葛武侯“宁静致远”之语，命之曰宁园，为北宁铁路建园赋以新意。民国二十年（1931年）7月竣工开园，至此成为华北名园。民国二十一年（1932年）立碑于前大湖北岸碑亭当中，碑文由时任北宁铁路局局长高纪毅撰并书以示纪念。
宁园基本沿袭中国古典造园的手法，叠山理水，花木亭阁错落其间。主要园景有九曲胜境、待月楼、湖心亭、叠翠山、畅观楼、鸳鸯亭、怡然堂等，并建有礼堂、图书馆、影剧院、游泳池等设放，园东北部还有动物饲养区及水族馆。
七七事变后，经袁世凯规划筹建天津河北新区成为侵华日军重点袭击目标，河北机关、工厂、公共设施被日军毁于一旦。地处较偏僻的北宁公园亦不例外，由日本陆军直接进驻，公园大部分变为军事用地，只留下西门到四面厅的一条南通道供游人游览。日军侵华战争结束后，宁园恢复对外开放，但已经是回廊倒塌、花木凋敝、一派荒凉景象。1946年11月25日的津版《大公报》刊载了记者对北宁公园荒芜景象的报道。随后国共内战爆发，平津时局紧张，公园已经注定很难恢复到过去的样子了。

### 北宁公园

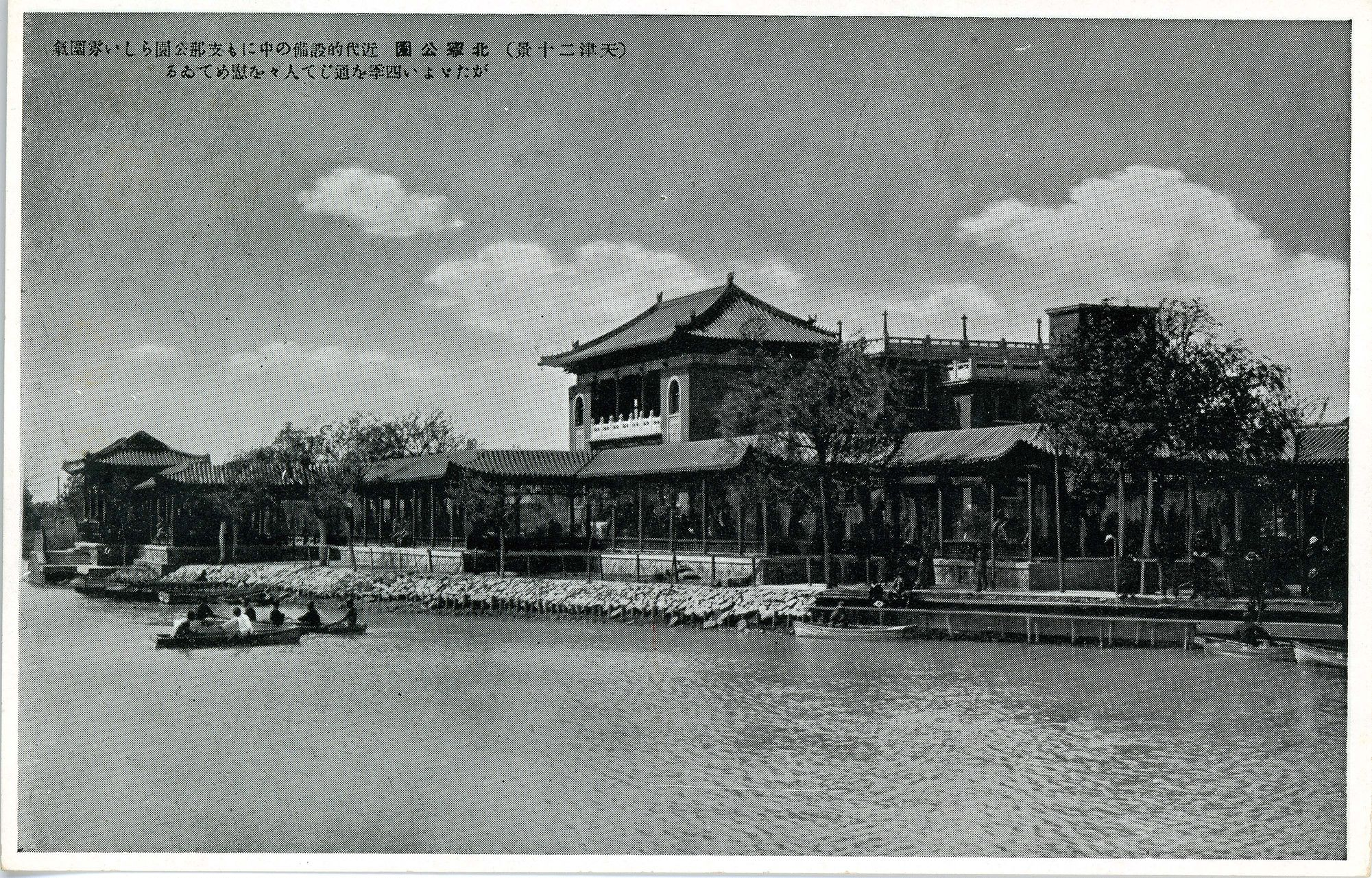
天津二十景 北宁公园

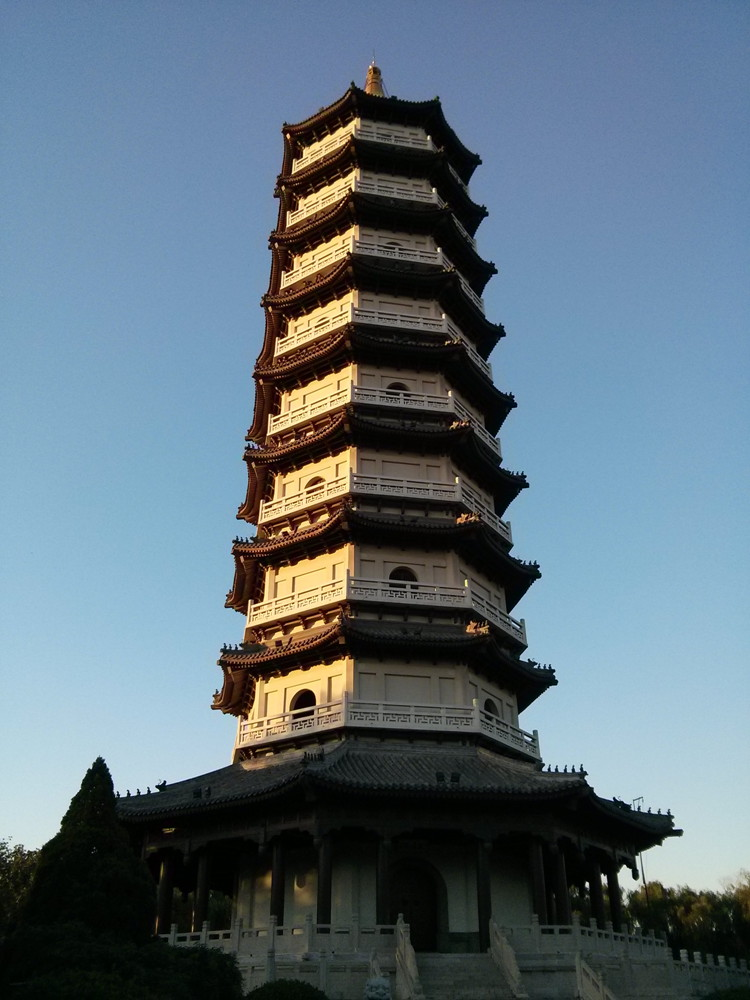
宁园致远塔

1949年，中共建政之后，因为天津的市中心南移，昔日的河北地区就逐渐衰落，北宁公园也逐渐不再繁华。不过，北宁公园经过1949年、1958年、1970年、1984年等几次大规模整修基本保持住了公园的基本面貌。1985年，中国古建筑专家、天津大学建筑系冯建逵教授主持设计建造了致远塔，1990年落成后是北宁公园的标志性建筑。
2007年，由于京津城际铁路的建设，北宁公园西面临近铁路的一部分被占用，西大门已经封闭，因为公园疏于管理临近铁路的西大门门前曾一度污秽不堪。其主要原因是，北宁公园的产权归属于北京铁路局，天津市河北区园林市容委无权管辖。天津市与铁道部、北京铁路局达成共识，在产权归属不变的情况下，北宁公园由天津市方面负责管理，在提升改造后免费向公众开放。
2010年10月，北宁公园经过重新整修，正式免费对外开放。2012年，根据天津市星级公园评定标准，北宁公园被评为五星级公园。

## 建筑

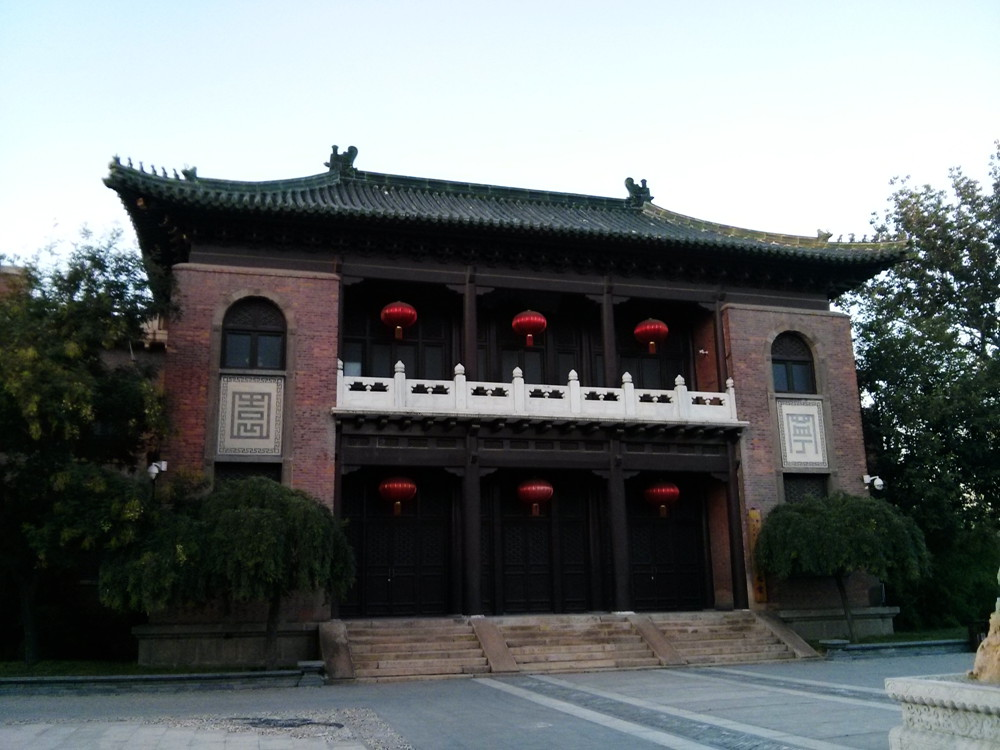
北宁公园宏远楼

北宁公园内的主要建筑物有宏远楼、致远塔、鸽子楼、湖心亭、叠翠山、畅观楼等。致远塔位于北宁公园中宁园的最北边，共9层，高74米。塔名取“宁静以致远”之意。1985年由中国古建筑专家、天津大学建筑系冯建逵教授主持设计建造，历时5年建成。占地1300平方米，塔高74.4米，相当于24层楼高。塔有9层8面72脊。檐顶黄琉璃瓦。各檐角悬有重4公斤的惊雀铃，三、四级风就能吹动摆叶。塔的下层有双层平台，镶砌草白玉须弥座、汉白玉栏板。湖心亭是一座琉璃瓦六角亭，原来是李公祠中的亭子，后转移至宁园供游人观赏。
同时，北宁公园内有一堆雕刻年代为金承安二年（1197年）。该雕塑目前为天津市文物保护单位和天津市河北区重点文物保护单位。金代石狮雕造于金承安二年，在河北省内丘县出土。1915年，天津实业厅厅长兼河北博物院馆长严智怡得知“以内丘县境有金代石狮子二座，雕刻精妙，为不可得多之品。若存在县境，深恐捐坏遗失，殊非保存古物之意。拟派人赴该县搬运来津，置之博物院内，以供众人参考，并可保存美术云。”此后，河北省内丘县公署将这一对金代石狮赠予河北博物院作为陈列品，摆在博物院主楼门前。后来河北博物院搬迁，金代石狮遗落在河北博物院附近并且被埋于地下。1970年前后，金代石狮相继被挖出被摆放在北宁公园的东门前。1990年，致远塔落成后，金代石狮被安置在致远塔塔前。

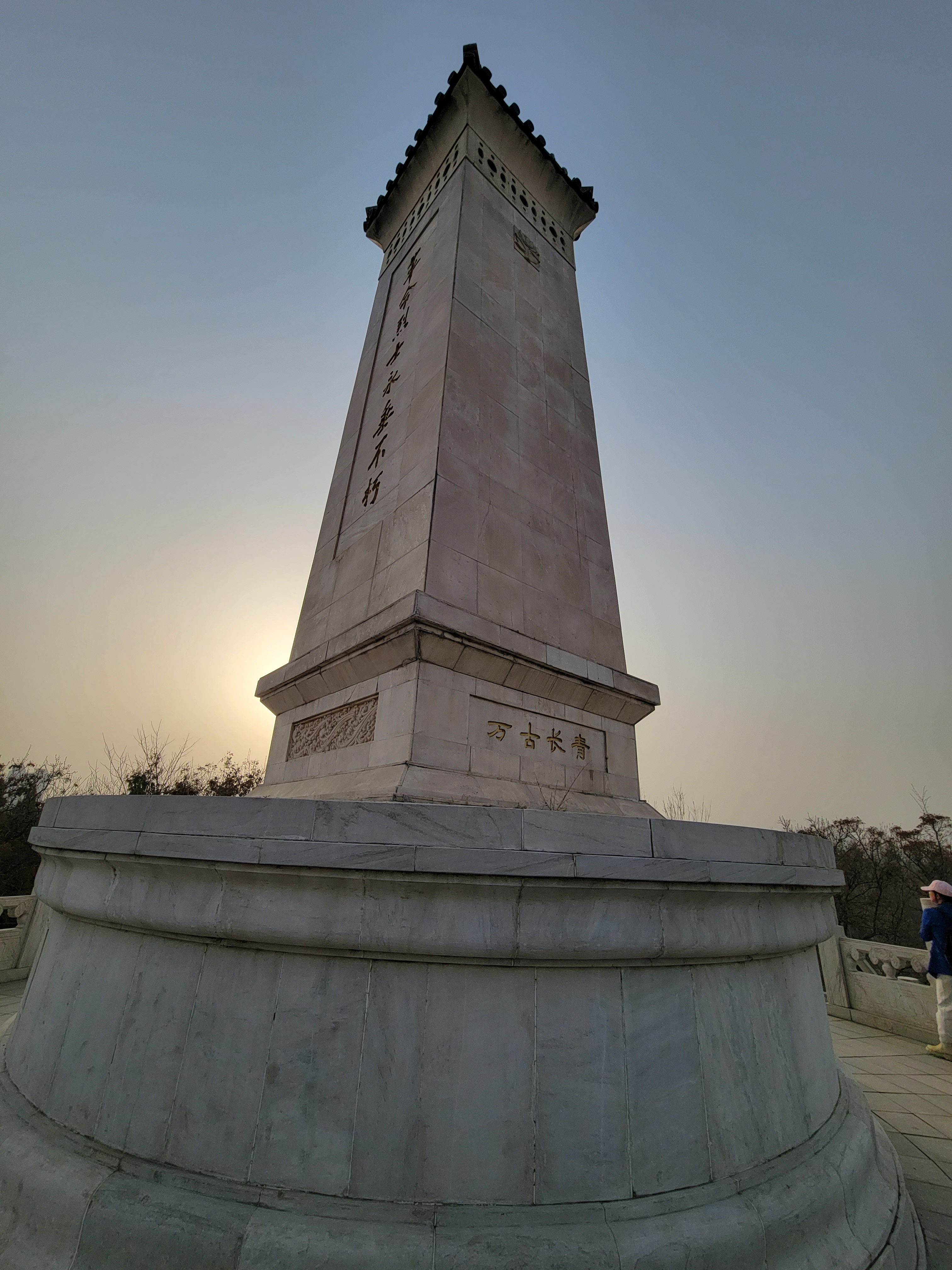
天津北宁公园中的革命烈士纪念碑

## 纪念碑
民国二十一年（1932年）主持在种植园基础上兴建北宁公园的高纪毅为北宁公园树立纪念碑，碑文如下：
天津居渤海之滨，水陆棣通，轮轨交错，海运以还，遂为华北要区，北宁铁路总局实设于此。路轨所及，东达辽沈，西迄故都，转输往复，货殖繁兴，五十年于兹矣。纪毅来绾轨政，忽忽三载，慨然于同人之终岁勤动从公，退食曾无游观之地澡雪其精神，增益其乐群敬业之思，不禁俯焉忧之。会北宁与开滦矿务局以累岁纠纷相与解决，承开滦移赠五十万金，为寅工公益营缮之资，爰于总局附近，鸠工庀材，建筑医院、宿舍，别以若干规画公共娱乐之所。距局百武，得种植园旧址，为地二百亩，略具山水之胜。商诸河北实业厅，以四万金购之。园故项城袁公督直时所增建者也，年久就荒，台榭倾圯。于是疏泉剔石，莳花种竹。葺旧楼为藏书之室；建新厦作宾宴之堂。辅以修廊，环以曲径，或架小桥，或覆茆亭，异卉文石，错杂其间，小山蜿蜒，一水沦涟，泛舟而嬉，则绿波荡漾，游鱼可数；登山而望，则栝柏交柯，空碧爽肌，洵城市之山林游观之胜地。已经始于民国二十年之七月，竣工于二十一年之九月。爰取诸葛武侯“宁静致远”之语，命之曰“宁园”。方兴建未半，津人士联袂来游，踵趾相续，咸谓足以荡涤尘襟，相与督促其成。复先后承河北实业厅何厅长玉芳，高等法院胡院长祥麟暨河北第一博物馆以毗连之地推赠转让，益以铁路余地扩园址，得四百亩，踵事点缀，遂成公园。春秋佳日，不独北宁同人于此优游玩赏，而津沽人士，亦获同时揽胜焉。虽然此园也，岂仅为盘游逸乐而设哉？盖吾人当国家艰屯之会，必先淬砺其精神意气，以振奋 于危亡煎迫之中，是则治事之暇，宜祛其好乐务荒之习，人人藉山光水色活泼天机，增益其 高尚之志趣，夫而后乐群敬业之思日益恢宏，岂曰小补也哉？故此园也，若与彼平泉草木，金谷烟云等量齐观，以为徒供文人逸士从容吟啸之资，抑亦末矣。于园之成也，撮其大要而为之记，引以自勉，且为同人勖焉。

中华民国二十一年九月朔日，辽阳高纪毅撰并书。

## 轶闻
- 民国八年（1919年）3月，天津宁河县的海岸边，发现一头死去的座头鲸体长13.5米。种植园旁的直隶第一博物馆借此举办了五天的“观鲸会”，一时成了津城百姓的趣谈。[13]
- 民国十九年（1930年）将李公祠的六角亭，迁至在公园西大湖上，作为湖心亭。[14]
- 民国廿一年（1932年）1月31日成功举办了北宁化妆溜冰大会。参赛者达到一百七十人，来宾逾五百人，一时盛况空前。[15]
- 民国廿四年（1935年）6月15日天津市青年会在北宁公园礼堂举行盛大的集体婚礼，有十对新人报名参加，其中一对因故缺席。时任河北省主席兼天津市警备司令商震和时任天津市长张廷谔为此次婚礼的证婚人，1935年的《北洋画报》刊登了集体婚礼的照片。[16]
- 民国廿四年（1935年）10月20日开始的北宁水榭玻璃亭菊花展，千盆菊花，各色菊种竞相开放。[17]
- 1987年，在北宁公园畅观楼餐厅的服务员许丽丽，在中央电视台举办的青年歌手大奖赛业余组通俗唱法得分获得并列第一，最后通过加赛获得业余组通俗唱法金奖。当时的天津市市长李瑞环曾风趣的说：“许丽丽是通过互罚点球取胜的。”[18]时至今日几经周转，她还在北宁公园中的音乐学校任教。

## 请参阅
- 周学熙、袁世凯、天津北站、北宁铁路局
- 水上公园、南翠屏公园